# François Charles Bouche
Pour les articles homonymes, voir Bouche (homonymie).
François Charles Bouche né à Forcalquier le 12 avril 1736 (Alpes-de-Haute-Provence) et mort le 4 janvier 1794 à Fécamp est un avocat et un homme politique français, député à l’Assemblée législative de 1791.

## Biographie
Avocat, il est élu au directoire du département des Basses Alpes, actuellement Alpes de Haute-Provence. Un an plus tard, il est élu à la première Assemblée législative française et s'inscrit au club des Jacobins. Lorsque la législative se dissout en septembre 1792 et abolit la monarchie, il reste à Paris puis est nommé directeur de l'hôpital militaire de Fécamp où il meurt le 4 janvier 1794.